# Lovund (île)
Lovund est une île de la commune de Lurøy, en mer de Norvège dans le comté de Nordland en Norvège.

## Description
L'île de 4,9 km2 île est située à l'ouest de l'archipel Solvær et au sud-est des îles de Træna. La production de l'île est l'élevage de saumon en pisciculture.
Le village de Lovund (parfois appelé Strand) est situé dans la partie nord-est de l'île. L'église de Lovund, fondée en 1960, est située dans le village.

### Réserve naturelle
Le versant rocheux nord de l'île est dominé par la réserve naturelle de Lovunda/Lundeura, site Ramsar, remarquable pour la grande colonie de reproduction de macareux moine. La réserve comprend également la petite île Alkøya juste à l'ouest de Lovund. Le site, créé en 2002, a une superficie de 153 hectares, dont plus de 35 de zone maritime.

## Galerie

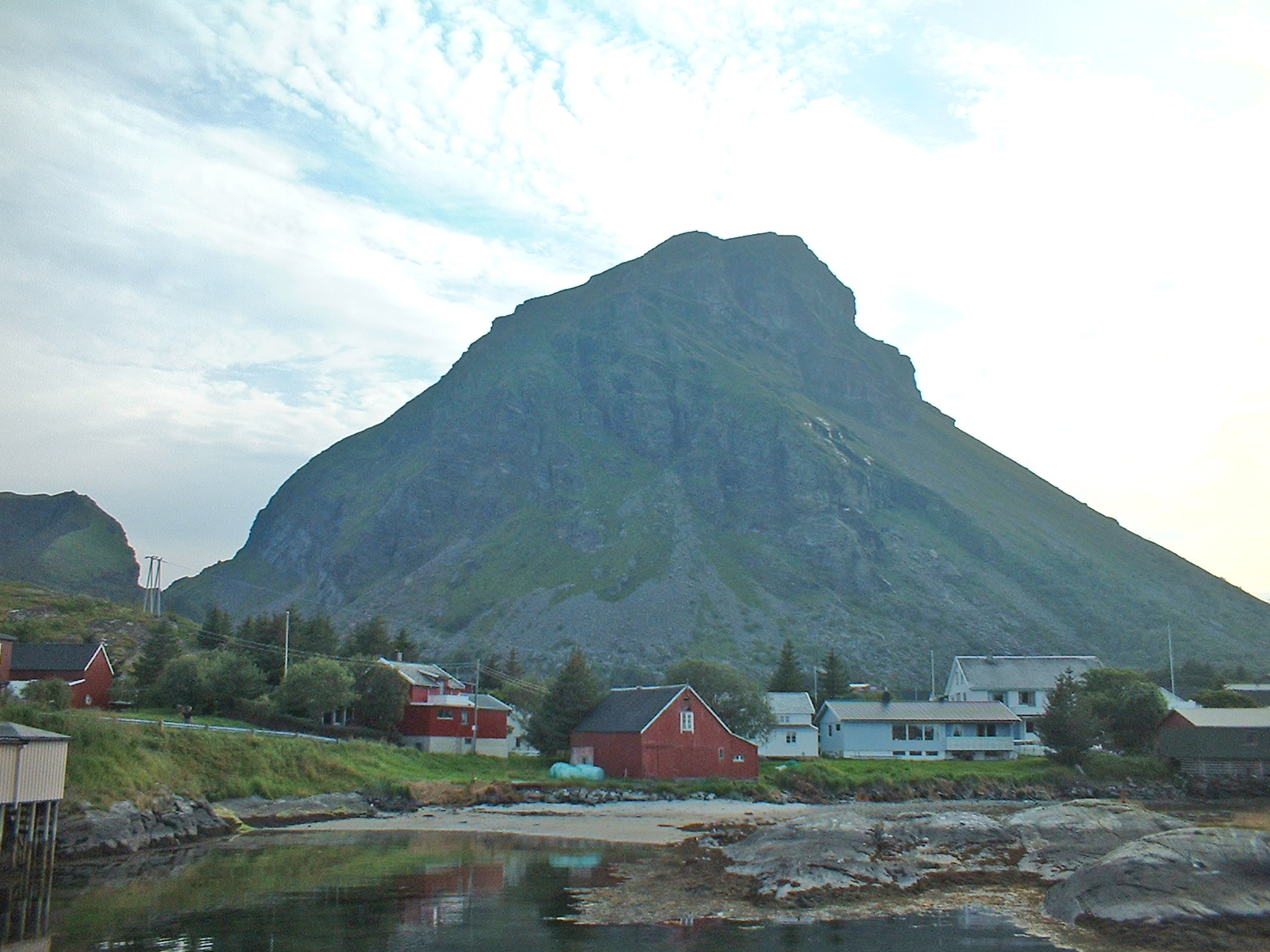
Village de Lovund
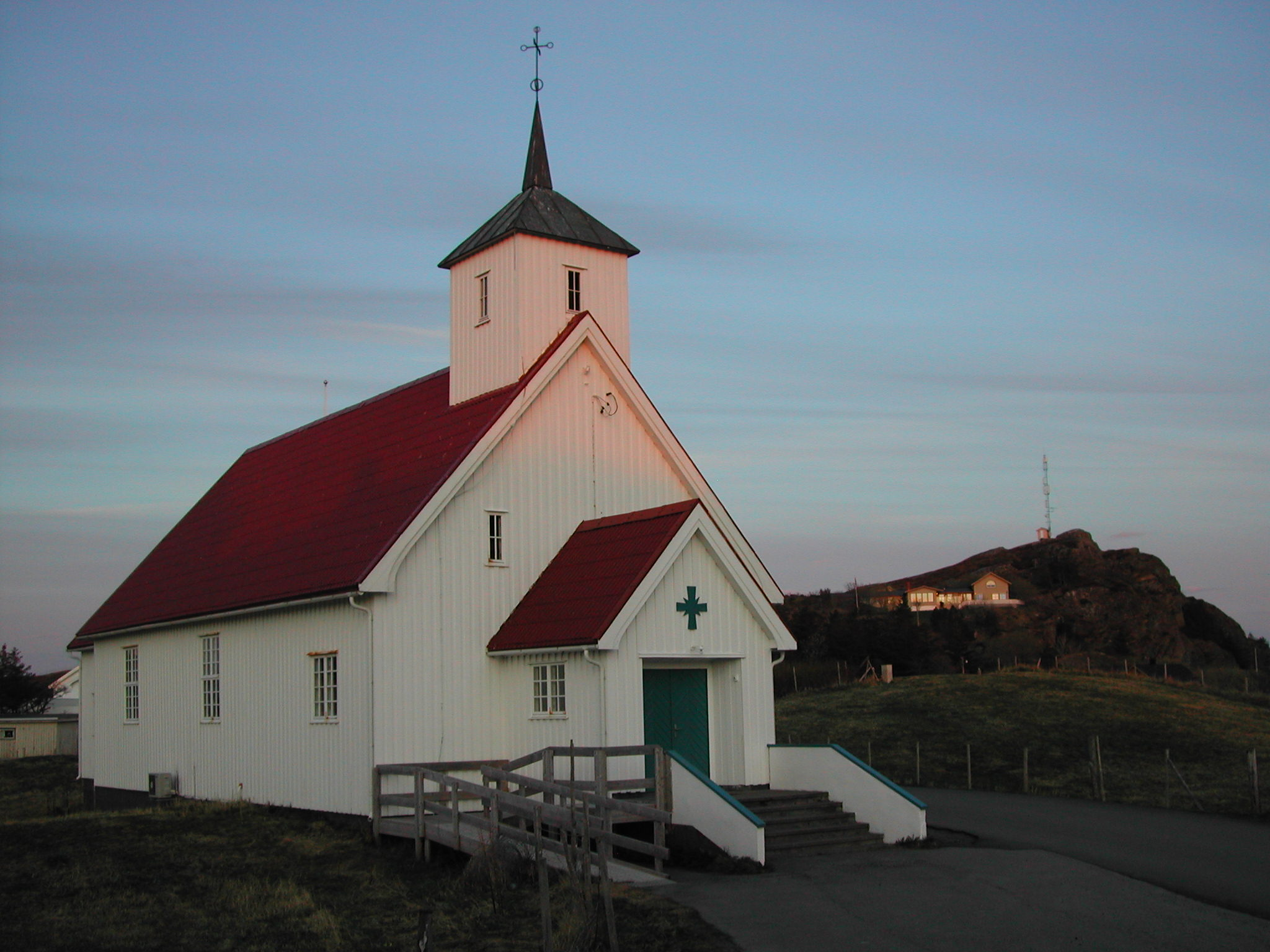
Église de Lovund
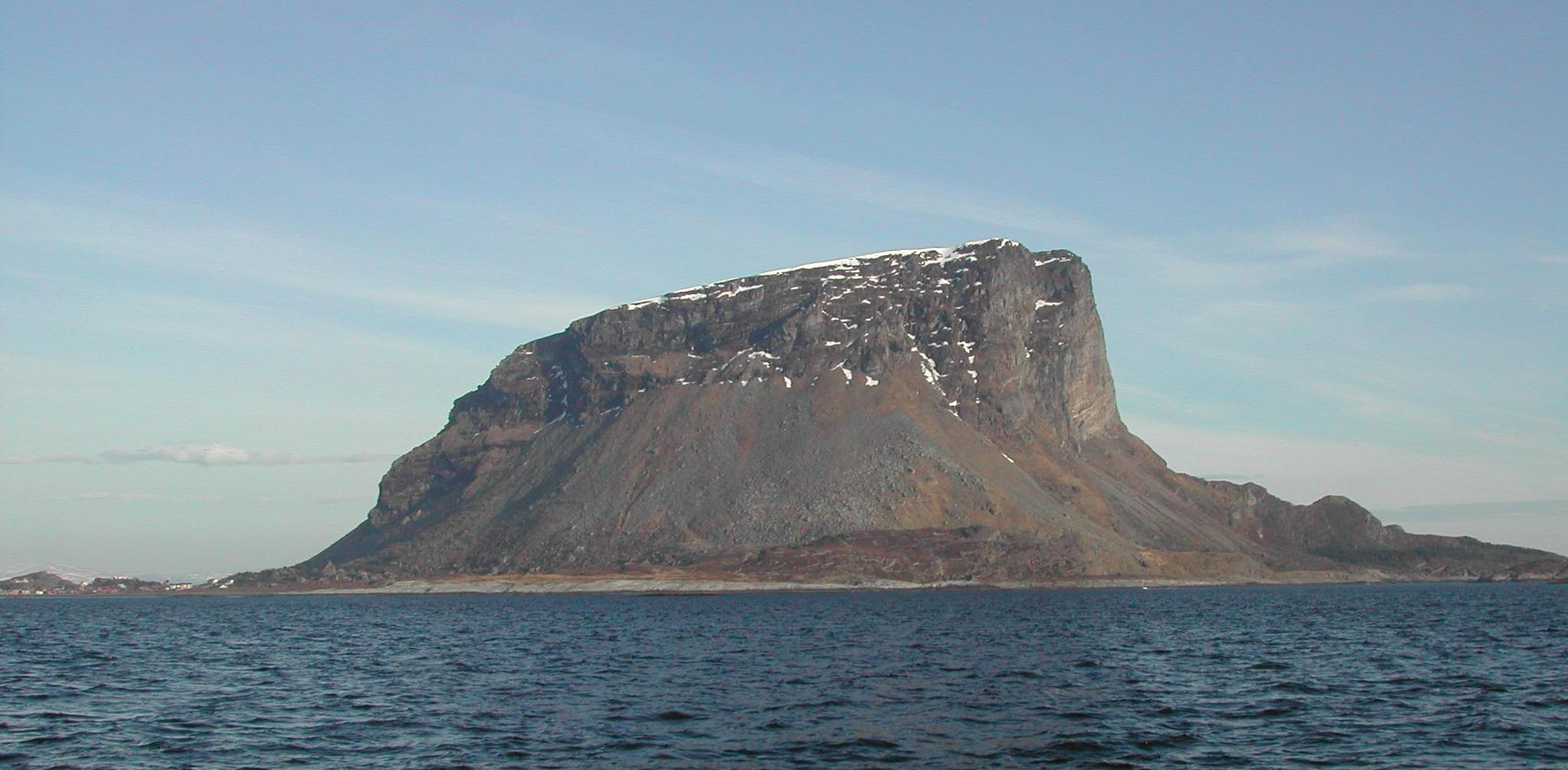
Réserve naturelle de Lovunda